# 소셜 마케팅
소셜 마케팅은 마케팅 기법의 응용 방식 중 한가지이다. 1971년 필립 코틀러와 제럴드 잘츠만에 의해 주창되었다.
소셜 마케팅은 "공동선" 달성이라는 주요 목표를 가지고 행동에 영향을 미치는 데 초점을 맞춘 마케팅 접근 방식이다. 상업적 마케팅의 요소를 활용하고 이를 사회적 개념에 적용한다. 그러나 소셜 마케팅을 비상업적 목표를 달성하기 위해 표준적인 상업적 마케팅 관행을 사용하는 것만으로 보는 것은 지나치게 단순화된 관점이다. 소셜 마케팅은 한동안 존재했지만 최근 수십 년 동안 일반적인 용어가 되기 시작했다. 원래는 신문과 광고판을 사용하여 이루어졌으며 상업 마케팅과 동일한 방식으로 현대 세계에 적응했다. 오늘날 사회에서 소셜 마케팅의 가장 일반적인 사용은 소셜 미디어를 통한 것이다.
전통적인 상업 마케팅 목표는 주로 금전적이지만 긍정적인 사회적 효과도 가질 수 있다. 공중 보건의 맥락에서 소셜 마케팅은 일반적인 건강을 증진하고 인식을 높이며 행동 변화를 유도한다.
소셜 마케팅은 "두 부모"를 갖는 것으로 설명된다. "사회적 부모"는 사회 과학 및 사회 정책 접근 방식을 사용한다. "마케팅 상위"는 상업 및 공공 부문 마케팅 접근 방식을 사용한다. 소셜 마케팅은 최근 몇 년간 더 넓은 범위의 초점을 포괄하기 시작했으며 이제는 개인 행동에 영향을 미치는 수준을 넘어섰다. 사회 문제와 관련된 사회 문화적, 구조적 변화를 촉진한다. 결과적으로, 소셜 마케팅 학자들은 소셜 마케팅에 대한 더 넓은 정의를 옹호하기 시작했다. "소셜 마케팅은 효과적이고 효율적이며 공평하고 공정하며 지속적인 사회 변혁을 추구하기 위해 개인 및 집단의 아이디어와 행동을 가능하게 하는 마케팅 원칙을 적용하는 것이다." 새로운 강조점은 소셜 마케팅 프로그램의 효과(효율성 및 효과성)와 프로세스(형평성, 공정성 및 지속 가능성)에 동일한 가중치를 부여한다. 사회 변혁에 초점을 맞춘 새로운 소셜 마케팅 정의와 함께 "현대 사회가 직면하고 있는 점점 더 복잡하고 역동적인 사회 문제를 소셜 마케팅이 해결하려면 시스템 접근 방식이 필요하다"는 주장도 있다.

## 같이 보기
- 의제설정 이론
- 코즈마케팅
- 건강증진
- 브랜드
- 마케팅 믹스
- 마케팅

## 참고 문헌
1. ↑  Kotler, Philip and Gerald Zaltman. Kotler, P. & Zaltman, G. (1971). Social marketing: an approach to planned social change. Journal of Marketing 35, 3-12.